# Ioan Malalas
Ioan Malalas (în greacă Ἰωάννης Μαλάλας: n. 491 d.Hr., Antiohia, Prefectura pretoriană a Orientului, Imperiul Roman de Răsărit – d. 578 d.Hr., Constantinopol, Imperiul Roman de Răsărit) a fost un cronicar asirian bizantin din Antiohia, autorul unei cronici populare în timpul domniei împăratului Iustinian.